# Liste von Umweltpreisen

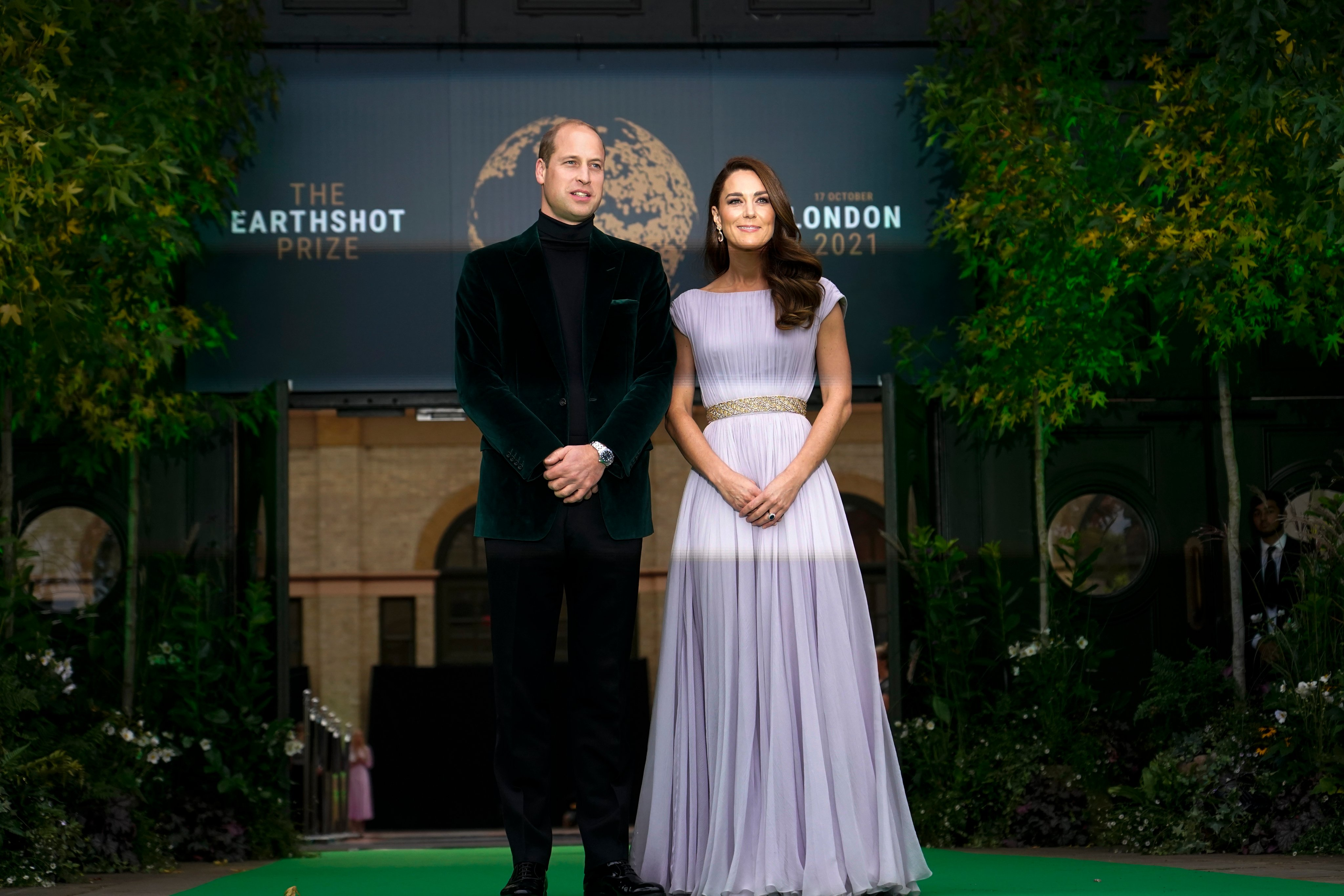
Earthshot Prize 2021

Die Liste von Umweltpreisen enthält nationale und internationale Auszeichnungen für Umwelt- und Naturschutz.

## Internationale Umweltpreise
Ehemalige Preise sind hellgrau unterlegt.
| Name                                                     | verliehen durch                                     | gestiftet von                         | seit             | Preishöhe                             | Preisträger (Jahr) |
| -------------------------------------------------------- | --------------------------------------------------- | ------------------------------------- | ---------------- | ------------------------------------- | --- |
| Goldman Environmental Prize                              | internationale Jury                                 | Richard Goldman und seiner Frau Rhoda | 1990             | 125.000 $                             | Jesús León Santos (Mexiko), Pablo Fajardo Mendoza und Luis Yanza (Ecuador), Rosa Hilda Ramos (Puerto Rico), Marina Rikhvanova (Russland), Feliciano dos Santos (Mosambik), Ignace Schops (Belgien) |
| Champions of Earth Award                                 | United Nations Environment Programme (UNEP)         |                                       | 2005             |                                       | Balgis Osman-Elasha, Atiq Rahman, Albert II. von Monaco, Liz Thompson, Timothy E. Wirth, Abdul-Qader Ba-Jammal, Helen Clark |
| Global 500 Award                                         | United Nations Environment Programme (UNEP)         |                                       | 1987             |                                       | wurde an Einzelpersonen oder Organisationen verliehen, die sich in herausragender Weise für den Schutz und die Verbesserung der Umwelt verdient gemacht haben. Seit 2005 unter dem Namen Champions of Earth Award |
| Earth Angel Award                                        | Autojournalisten                                    | Road & Travel Magazine                | 2008             |                                       | GMC (2008), Honda (2009), Ford (2012) |
| Earthshot Prize                                          | Royal Foundation                                    | WWF, Greenpeace                       | 2021             |                                       | |
| Europäischer Umweltpreis                                 | Generaldirektion Umwelt der Europäischen Kommission |                                       |                  |                                       | ertex-solar GmbH (Österreich, 2008); CHOREN GmbH (Deutschland); Windkraft Simonsfeld GmbH (Österreich) |
| Windstar Award                                           |                                                     | Windstar Foundation                   | 1976             |                                       | |
| (Hero for the Green Century) – Heroes of the Environment | Time Magazine                                       |                                       | nur 2002 ab 2007 |                                       | nur 2002: Vandana Shiva, Suzana Padua und Claudio Padua, Hermann Scheer, Richard Sandor, Glenn Murcutt |
| Golden Ark Award                                         |                                                     | Prinz Bernhard                        | 1971             |                                       | Patricia Medici, Charudutt Mishra und Michiel Hötte |
| Award for Conservation Merit                             |                                                     |                                       |                  |                                       | |
| Henry Ford European Conservation Award                   |                                                     | Ford Motor Company                    | 1984             |                                       | |
| Ford Motor Company Conservation & Environmental Grants   |                                                     | Ford Motor Company                    | 2000/ 2001       |                                       | |
| EuroNatur-Preis                                          | EuroNatur – Stiftung Europäisches Naturerbe         |                                       | 1992             |                                       | die Umweltstädte-Partnerschaft Sersheim (Deutschland) und Canale (Italien) (1992), Matthias Kleinert (1993), Jürgen Weber (1994), Dieter Stolte (1995), Arnulf Müller-Helmbrecht und Ulf Doerner (1996), Bernhard Friedmann (1997), Matthias Platzeck (1998), Klaus Töpfer (1999), Volker Angres und Ernst Waldemar Bauer (2000), Claus Hipp und Karl Ludwig Schweisfurth (2001), Charles Mountbatten-Windsor, Prince of Wales (2002), Michail Sergejewitsch Gorbatschow (2003), Nelson Mandela (2004), Roland Emmerich (2005), Hans Bibelriether (2006), Luc Hoffmann (2007), Herbert Sukopp (2008), Insel Tilos (2009), Ernst Paul Dörfler (2010), Goran Gugic (2011), Dagi Kieffer (2012), Mario Broggi (2013), Hnuti Duha (2014), Jonathan Franzen (2015), Gabriel Paun (2016), Gudrun Steinacker (2017), Roberto Epple (2018), die „mutigen Frauen von Kruščica“ (2019), die Gemeinde Mals (2020), der Weltbiodiversitätsrat IPBES (2021). |
| Environmental Communication Award                        |                                                     |                                       |                  |                                       | |
| Energy Globe Award                                       |                                                     |                                       | 2000             |                                       | |
| Change the World – Best Practice Prize                   | Club of Budapest                                    |                                       |                  | ca. 200.000 €                         | |
| Right Livelihood Award                                   | internationale Jury                                 | Jakob von Uexküll                     | 1980             |                                       | |
| Internationaler Umweltpreis Moby Dick                    | Internationale Jury                                 | Unternehmer Initiative                | 2019             |                                       | Sea Shepherd 2019 |
| Nuclear-Free Future Award                                |                                                     |                                       | 1998             |                                       | |
| Hans Raab Umweltpreis                                    | Internationale Jury                                 | Hans Raab Umweltpreis Stiftung        | 2016             | 50.000 €                              | Projekt Wasser 3.0, Universität Koblenz-Landau (2016); HANFFASER Uckermark e.G., Prenzlau (2018) |
| Sultan Qaboos Environment Prize                          | UNESCO                                              | Sultan des Oman                       | 1991             | bisher 70.000 $ (seit 2019 100.000 $) | Instituto de Ecología, Mexico (1991); Jan Jenik, Tschechien (1993); Malawisee-Nationalpark, Malawi (1995); Department of Environmental Sciences der Alexandria University, Ägypten und Forest Department, Sri Lanka (1997); Charles Darwin Foundation, Ecuador (1999); Chad Association of Volunteers for the Protection of the Environment, Tschad (2001); Center for Ecology, Venezuela und Peter Johan Schei, Norwegen (2003); Great Barrier Reef Marine Park Authority, Australien und Ernesto Enkerlin, Mexico (2005); Institute of Biodiversity Conservation, Äthiopien und Julius Oszlányi, Slowakei (2007); Autonomous Authority for National Parks, Spanien (2009); Institute for Forest Research of Nigeria, Nigeria (2011); State Forests National Forest Holding of Poland, Polen und The Endangered Wildlife Trust, Südafrika (2013); Fabio A. Kalesnik, Horacio Sirolli und Luciano Iribarren - Wetlands Ecology Research Group der Universität von Buenos Aires, Argentinien (2015); The National Parks Board of Singapore, Singapur (2017); ATREE, Indien (2019) |

## Nationale Umweltpreise

### Deutschland

#### Bund
- Deutscher Nachhaltigkeitspreis
- Green Awards (seit 2019; vormals GreenTec Awards und Clean Tech Media Award)
- Innovationspreis für Klima und Umwelt (IKU)
- Umweltpreis der Bundesstiftung Umwelt
- B.A.U.M. Umwelt- und Nachhaltigkeitspreis

#### Länder
- Naturschutzpreis des Landes Baden-Württemberg
- Umweltpreis für Unternehmen Baden-Württemberg[2]
- Bayerischer Naturschutzpreis
- Bayerische Staatsmedaille für besondere Verdienste um die Umwelt
- Bayerischer Umweltpreis
- Berliner Naturschutzpreis (ehemals Victor-Wendland-Ehrenring)
- Umweltpreis des Landes Brandenburg
- Bremer Umweltpreis
- Umweltpreis des Landtages Mecklenburg-Vorpommern in Gedenken an Ernst Boll
- Umweltpreis des Landes Niedersachsen
- Umweltwirtschaftspreis.NRW[3]
- Umweltpreis des Landes Rheinland-Pfalz[4]
- Sächsischer Umweltpreis
- Umweltpreis Sachsen-Anhalt
- Nachhaltigkeitspreis des Landes Schleswig-Holstein
- Thüringer Umweltpreis
- Paul-Haffner-Naturschutzmedaille (Saarland)[5]

#### Landkreise
- Umweltpreis des Landkreises Aschaffenburg[6]
- Umweltpreis des Landkreises Gotha[7]
- Umweltpreis des Landkreises Günzburg[8]
- Umweltpreis des Landkreises Neustadt an der Waldnaab[9]
- Umweltpreis des Landkreises Passau[10]
- Umweltpreis des Landkreises Saarlouis[11]
- Umweltpreis des Landkreises Weißenburg-Gunzenhausen[12]

#### Städte
- KUMAS-Umweltpreis, Augsburg
- Essener Umweltpreis[13]
- Umweltpreis für Kinder- und Jugendliteratur des Wildpark-MV
- Münchner Umweltpreis
- Umweltpreis 2012, Münster[14]
- Umweltpreis der Stadt Nürnberg
- Umweltpreis der Hansestadt Rostock[15]
- Umweltschutzpreis der Stadt Köln[16]

#### Organisationen und Verbände
- Deutscher Umwelt Reporting Award der deutschen Wirtschaftsprüferkammer
- Bundesumweltwettbewerb, bundesweiter Schülerwettbewerb im Bereich Umwelt und Naturschutz[17]
- Umweltpreis für Frauen[18]
- Umweltpreis für Journalisten der Deutschen Umweltstiftung
- muna – Mensch und Natur des ZDF und DBU
- Bundesdeutscher Arbeitskreis für Umweltbewusstes Management e. V.
  - B.A.U.M. Umweltpreis
  - Umwelt-Online-Award; in den Jahren 2001 und 2002 monatlich verliehen
- Bund für Umwelt und Naturschutz Deutschland (BUND):
  - Bodo-Manstein-Medaille des Bundesverbands
  - Forschungspreis für wissenschaftliche Arbeiten zur Nachhaltigen Entwicklung des Bundesverbands
  - Bayerische Naturschutzmedaille, Bund Naturschutz Bayern
  - Bayerischer Naturschutzpreis, Bund Naturschutz Bayern
  - Berliner Umweltpreis, BUND Berlin[19]
  - Eduard-Bernhard-Preis, BUND Hessen
  - Gerhard-Thielcke-Naturschutzpreis, BUND Baden-Württemberg
  - Karl-Gayer-Medaille, Bund Naturschutz Bayern
- CleanTech Gründerpreis, Green Economy Center Langenfeld und Deutsches CleanTech Institut[20]
- Greentec Awards der VKP engineering GmbH
- Wolfgang Staab-Naturschutzpreis der Schweisfurth-Stiftung
- DUH-Umwelt-Medienpreis der Deutschen Umwelthilfe
- Förderpreis Wildtierfreundliche Landwirtschaft der Jägerstiftung natur+mensch
- Felix-von-Hornstein-Medaille des Bund für Naturschutz in Oberschwaben e. V.
- Goldener Baum,  Umweltpreis der Stiftung für Ökologie und Demokratie e. V.
- Klaus-Gundelach-Preis der Schutzgemeinschaft Deutscher Wald
- Kyocera-Umweltpreis
- Naturschutzbund Deutschland (NABU)
  - Lina-Hähnle-Medaille
  - Dinosaurier des Jahres
  - Grüner Einkaufskorb[21]
  - Wettbewerb „natürlich regional!“ gemeinsam mit dem Deutschen Verband für Landschaftspflege
- Umweltpreis des deutschen Golfverbands
- Umweltpreis der Deutschen Wirtschaft
- Signal Iduna Umwelt- und Gesundheitspreis der Handwerkskammer Hamburg
- Umweltpreis der gewerkschaftlichen Stiftung Arbeit und Umwelt
- E.ON Bayern Umweltpreis
- preis umwelt unternehmen: Nordwest (Bremen und Nordwestdeutschland)[22]
- Natur- und Umweltpreis des Nordischen Rates
- Goldener Öltropfen – KS Energie- und Umweltpreis
- Nachhaltigkeitspreis der Neumarkter Lammsbräu

#### Ehemaliger Umweltpreis
- Sven-Simon-Preis verliehen von der Welt am Sonntag (1980–1999)

### Liechtenstein
- Binding-Preis für Natur- und Umweltschutz

### Österreich
- Daphne – Excellent Project
- Energy Globe Austria
- Goldene Unke
- Konrad-Lorenz-Medaille
- Konrad-Lorenz-Preis
- Landesenergiepreis Energie STAR
- Neptun Wasserpreis
- Oberösterreichischer Landespreis für Umwelt und Nachhaltigkeit[23]
- Österreichischer Naturschutzpreis
- Umweltpreis der Stadt Wien
- Earth Ribbon Award

### Portugal
- Prémio Quercus, seit 2004 vergebener Preis der portugiesischen Umweltschutz-Organisation Quercus
- Prémio Nacional de Ambiente „Fernando Pereira“, seit 1999 vergebener Umweltpreis des Dachverbandes der portugiesischen Umweltorganisationen (Confederação Portuguesa das Associações de Defesa do Ambiente), benannt nach dem 1985 getöteten Fotografen und Greenpeace-Aktivisten Fernando Pereira
- Prémio Defesa Nacional e Ambiente, seit 1993 gemeinsam vom Verteidigungs- und Umweltministerium vergebener Preis an Einheiten, Organe oder Einrichtungen der Portugiesischen Streitkräfte für Verdienste um die Umwelt
- Prémio Valorsul, seit 2004 vergebener Preis des portugiesischen Umwelttechnikunternehmens Valorsul
- Prémio Educação Ambiental, Filmpreis für Verdienste um die Umweltbildung, einer von mehreren seit 1995 vergebenen Preisen beim Filmfestival CineEco

### Schweiz
- Auszeichnung Pro Quercus[24]
- Binding Waldpreis
- Global Environmental Citizen Award der Harvard Medical School Center for Health and the Global Environment
- Umweltpreis der Schweiz; wird seit 1995 von der Stiftung Pro Aqua – Pro Vita verliehen und ist mit 50.000 CHF dotiert[25]
- Walder-Preis für Naturschutz im Wald[26]
- Umweltpreis der Schweizerischen Umweltstiftung; Der Preis wird in verschiedenen Kategorien vergeben, so „erfolgreichste realisierte Projekte“ und „vielversprechende Jugendinnovation“ und „Anerkennungspreis“. Er mit total 30.000 CHF dotiert.[27][28]
- ZKB Nachhaltigkeitspreise für KMU und Berufslernende[29]
- Milestone – Sonderpreis Nachhaltigkeit
- Umweltpreis «Trophée de femmes»
- Watt d’Or
- Faktor 5-Preis von sun21
- Schweizer Solarpreis[30]